# Гроза (Брянская область)
Гроза —  поселок в Клинцовском районе Брянской области в составе  Коржовоголубовского сельского поселения.

## География
Находится в западной части Брянской области на расстоянии приблизительно 15 км на северо-восток по прямой от районного центра города Клинцы.

## История
Упоминался с 1920-х годов.На карте 1941 года показан как поселение с 12 дворами.

## Население
Численность населения: 40 человек (1926), 1 человек (2002), 1 человек (2010), 1 (2013), 0 человек (2017), 0 человек (2021).
Будет упразднен как фактически не существующий в связи с переселением всех жителей на постоянное место жительства в другие населённые пункты.